# Karbala Football Club
O Karbala Football Club é um clube de futebol com sede em Carbala, Iraque. A equipe compete no Campeonato Iraquiano de Futebol.

## História
O clube foi fundado em 1958.